# Berg (Ahrweiler)
Berg é um município da Alemanha localizada no distrito de Ahrweiler, na associação municipal de Verbandsgemeinde Altenahr, no estado da Renânia-Palatinado.

## População da Cidade
| - 1815 – 450 - 1835 – 581 - 1871 – 561 - 1905 – 689 - 1939 – 824 - 1950 – 833 | - 1961 – 816 - 1965 – 927 - 1970 – 939 - 1975 – 1001 - 1980 – 1182 - 1985 – 1209 | - 1987 – 1162 - 1990 – 1219 - 1995 – 1386 - 2000 – 1466 - 2005 – 1479 |